# Kirchberg an der Raab
Kirchberg an der Raab  är en ort och  kommun i distriktet Südoststeiermark i förbundslandet Steiermark i Österrike. 
Kommunen består av elva orter (Ortschaften) (inom parentes invånarantal 1 januari 2024) :

- Berndorf (415)
- Fladnitz im Raabtal (792)
- Hof (243)
- Kirchberg an der Raab (1 103)
- Oberdorf am Hochegg (446)
- Oberstorcha (157)
- Radersdorf (199)
- Siegersdorf (226)
- Studenzen (452)
- Tiefernitz (102)
- Wörth bei Kirchberg an der Raab (499)

Kommunen fick sin nuvarande form den 1 januari 2015 genom en sammanslagning av kommunerna Fladnitz im Raabtal, Kirchberg an der Raab, Oberdorf am Hochegg och Studenzen samt en del av kommunen Oberstorcha.